# 国際モーツァルテウム財団

国際モーツァルテウム財団（こくさいモーツァルテウムざいだん、Die Internationale Stiftung Mozarteum）は、オーストリアのザルツブルクにある非営利民間財団。ヴォルフガング・アマデウス・モーツァルトの研究、出版、コレクションの収集を行う世界的な機関である。また、モーツァルト美術館の運営、国際モーツァルト週間の開催などの事業も行っている。国際モーツァルテウム財団の建物（北緯47度48分12.8秒 東経13度02分31秒 / 北緯47.803556度 東経13.04194度）はマカルト橋に近い新市街に位置し、以前はザルツブルク・モーツァルテウム大学と同居していたが、現在は財団単独で入居している。隣接する大ホールも財団の管理運営下にある。

## 現在の事業

### モーツァルトの研究とコレクションの収集
財団の自筆稿コレクションにはモーツァルト自筆の手紙が約190通、父親からのものが約370通、そしてスケッチや下書き、自筆スコアを含む100品以上の自筆稿を保有している。モーツァルティアーナ図書館には約3万5,000点があり、世界一大規模なモーツァルト図書館である。1954年に歴史批判的『新モーツァルト全集』(Neue Mozart-Ausgabe) の刊行が開始され、2007年に完結。なお、国際モーツァルト財団では、モーツァルトの全作品の楽譜をデジタル化し、Webサイト「NMA オンライン」で無料公開している。

### 国際モーツァルト週間の開催
1956年以来、毎年モーツァルトの誕生日1月27日の前後に開催されるモーツァルトとその周辺をテーマとした国際的音楽祭である。2006年はニコラウス・アーノンクールが「アーチスト・イン・レジデンス（常駐演奏家）」をつとめ、ウィーン・フィルハーモニー管弦楽団をはじめとするクラシック界のモーツァルト演奏家がモーツァルト生誕250年を祝った。2007年は、モーツァルトの作品に加えて、ジェルジ・リゲティ、ピエール・ブーレーズ、アルバン・ベルク、ジョン・ケージ、オリヴィエ・メシアンなどの現代の作品も上演される。

### モーツァルト美術館の運営
2つのモーツァルト美術館 （モーツァルトの生家と住家（北緯47度48分09.5秒 東経13度02分37.8秒 / 北緯47.802639度 東経13.043833度））で、モーツァルトが遺した品々を保管している。ゲトライデガッセ（Getreidegasse）にある生家（北緯47度48分0.0秒 東経13度02分36.8秒 / 北緯47.800000度 東経13.043556度）は近年修復された。マカルト広場に面するモーツァルトの住居（通称：舞踏教師の家）は1944年10月のザルツブルク空襲（Luftangriffe auf Salzburg）で破壊されていたが、1996年日本の第一生命保険が資金の大半を拠出して再建された。内部ではソニーの提供した音響機器でモーツァルトの作品を鑑賞できる。ザルツブルクの東南東24kmに位置するザンクト・ギルゲン (Sankt Gilgen) の郡裁判所内には、モーツァルトの母、アンナ・マリア・ヴァルブルガ・ペルトルが生まれたモーツァルト記念館（Mozarthaus St. Gilgen）（北緯47度45分59.8秒 東経13度22分04.4秒 / 北緯47.766611度 東経13.367889度）がある。

## モーツァルテウム大ホール

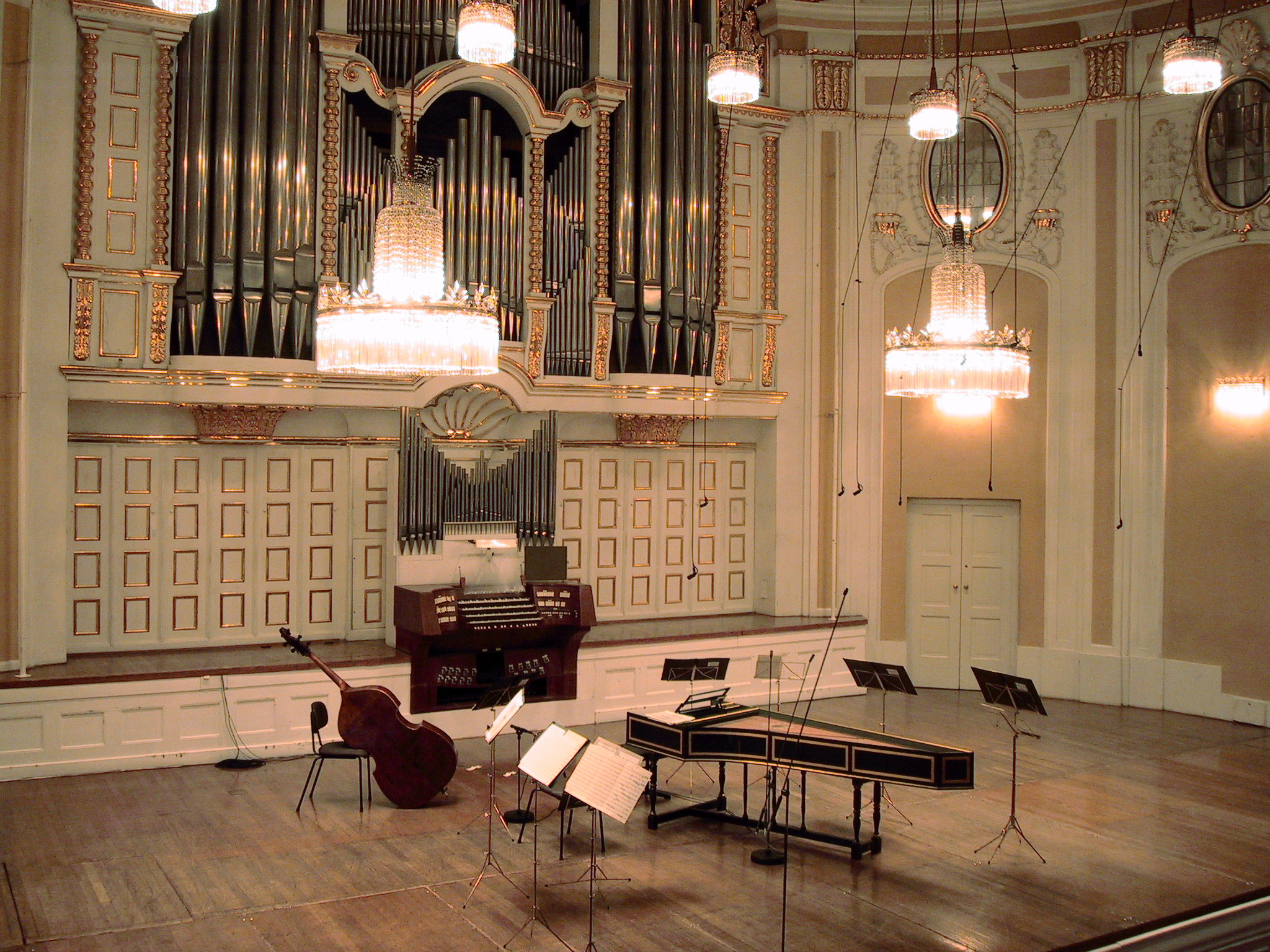
モーツァルテウム大ホール

座席数約800席のモーツァルテウム大ホール (Großer Saal) は、1910年から1914年にかけてミュンヘンの建築家リヒャルト・ベルンドル (Richard Berndl) により建築された。新市街のマカルト橋にほど近い、旧モーツァルテウム音楽院の校舎、現在の国際モーツァルテウム財団の建物に隣接する。ホール内部は美しい装飾で飾られ、室内楽やモーツァルトサイズのオーケストラには最適な音響である。夏のザルツブルク音楽祭では主にモーツァルテウム管弦楽団が演奏するモーツァルトマチネや室内楽の会場となる。また座席数約200席のウィーン・ホール (Wiener Saal) も同じ建物にある。さらにホール裏手には「バスチオン（砦）庭園」があり、モーツァルトが「魔笛」KV620の一部を作曲した、通称「魔笛の小屋」があり、見学ツアーがある。

## ギャラリー

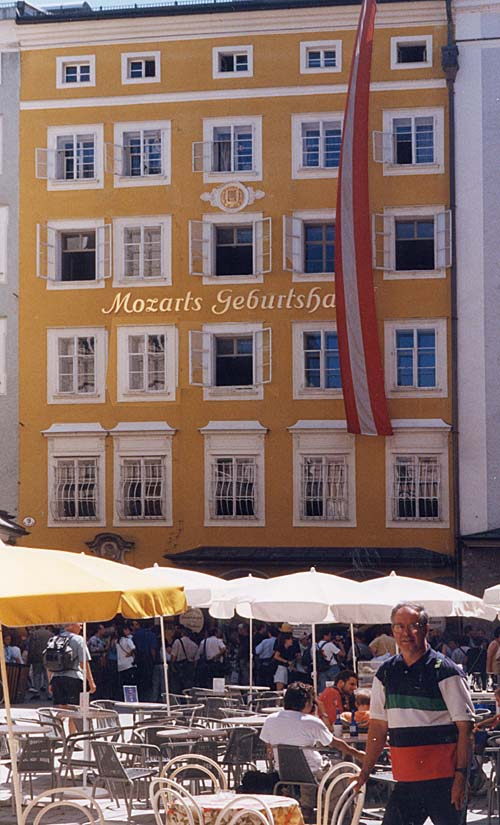
ゲトライデガッセの生家
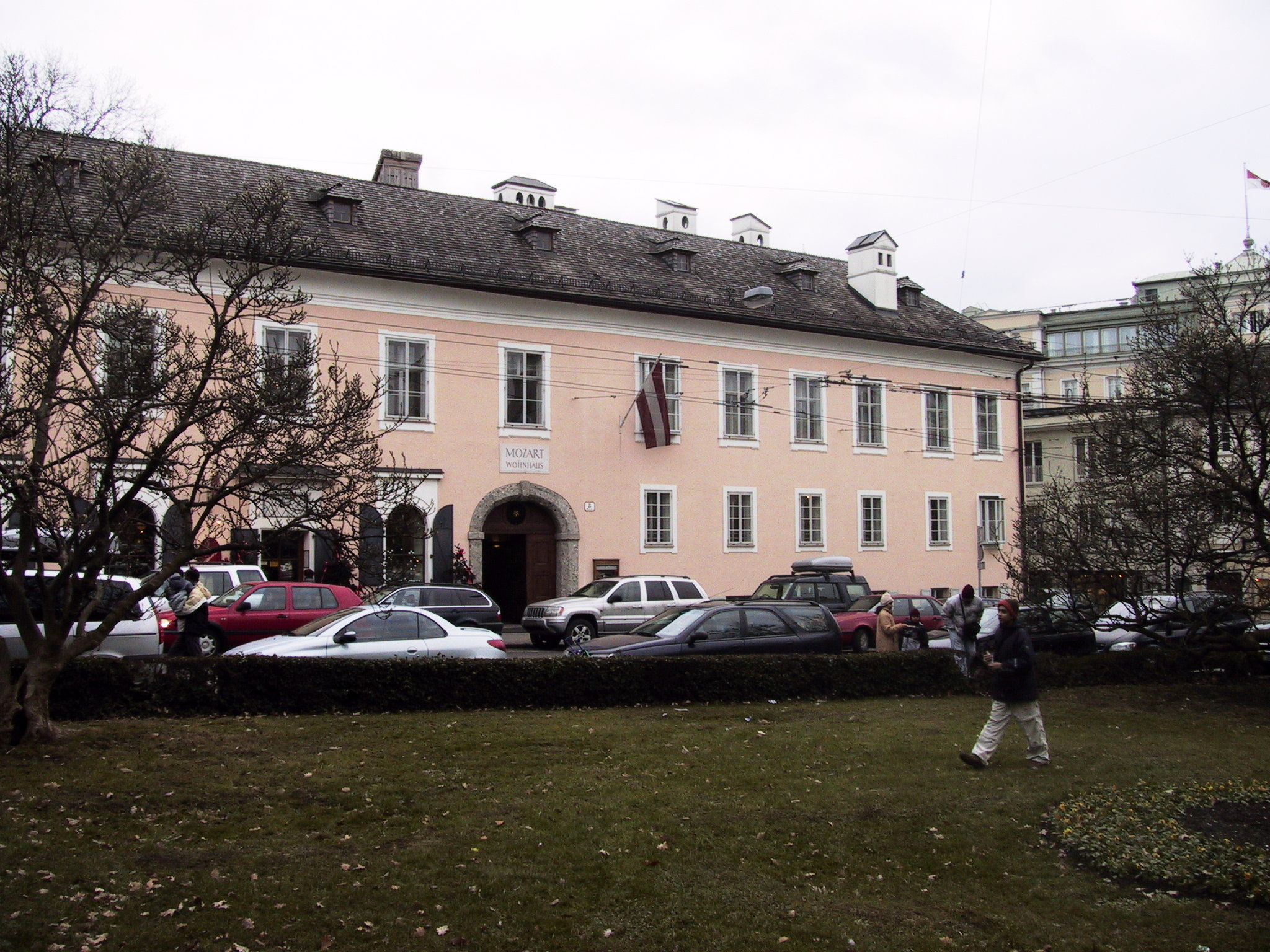
マカルト広場の住居
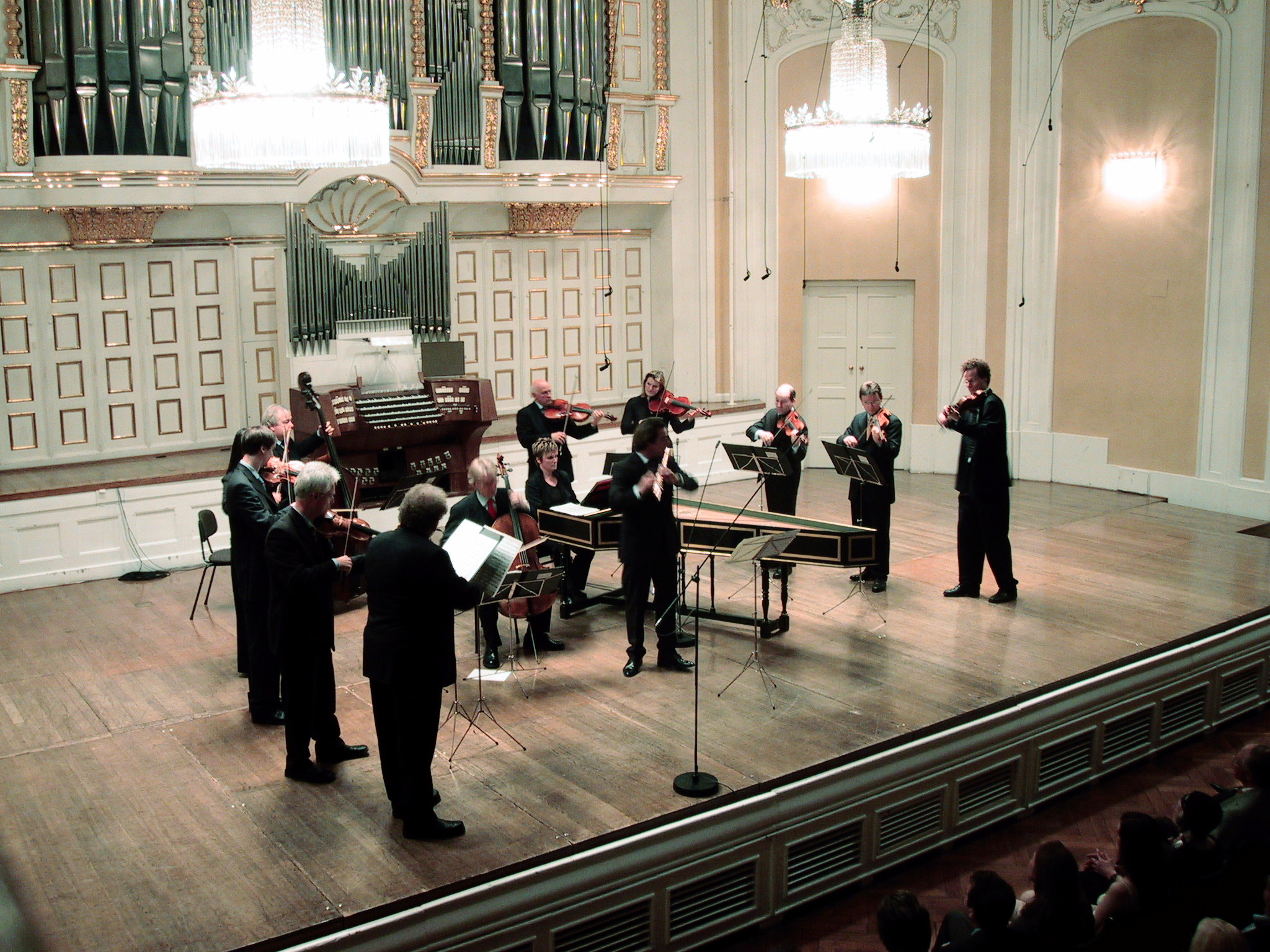
大ホール内部
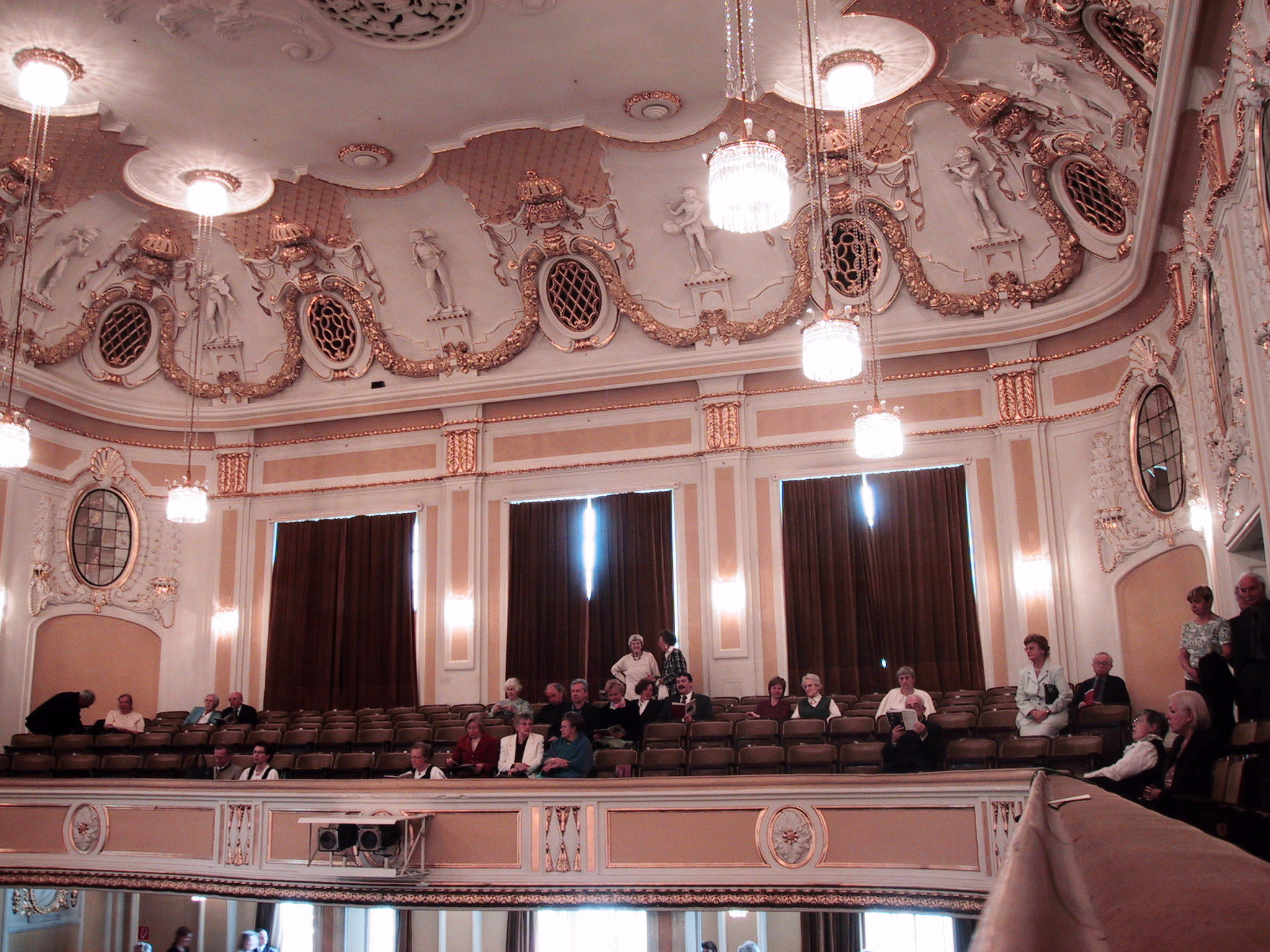
大ホール内部